# Nižné Repaše
Nižné Repaše – słowacka wieś i gmina (obec) w powiecie Lewocza w kraju preszowskim. W 2011 roku zamieszkiwało ją 189 osób.

## Historia
Pierwsze wzmianki o wsi pochodzą z 1270 roku.

## Geografia
Centrum wsi leży na wysokości 747 m n.p.m. Gmina zajmuje powierzchnię 10,326 km².